# Alpenvereinsjugend Österreich
Die Alpenvereinsjugend Österreich ist eine Teilorganisation des Österreichischen Alpenvereins (ÖAV). Als Mitglieder der Alpenvereinsjugend gelten alle Angehörigen des ÖAV im Alter bis zu 30 Jahren sowie deren Funktionäre. Die Alpenvereinsjugend führt ein Leben nach ihren eigenen Gesetzen im Rahmen der Satzung des ÖAV.

## Positionen und Leitbild
Richtlinien, Grundsätze und Positionen beschreiben die Ziele und den Aufbau der Alpenvereinsjugend und geben einen Rahmen für das Handeln und die Aufgaben der Alpenvereinsjugend vor. Dabei dienen die Positionspapiere als inhaltliche Grundlage für die Jugend- und Familienarbeit, die vor allem ehrenamtlich in den Sektionen und Ortsgruppen stattfindet.
Über Inhalt und Beschluss der Positionspapiere entscheidet der Bundesjugendausschuss der Alpenvereinsjugend.

## Jugend- und Familienarbeit in den Sektionen und Ortsgruppen
In jeder Sektion und Ortsgruppe werden Gruppen der Alpenvereinsjugend eingerichtet. Diese Jugend- und Familiengruppen bilden den Mittelpunkt der Jugendarbeit im Alpenverein. Deswegen ist jede Sektion oder Ortsgruppe per Satzungsauftrag dazu verpflichtet, mindestens eine Jugend- oder Familiengruppe einzurichten. Die Gruppen werden dabei von Jugendleiter, Familiengruppenleiter geleitet und durch Jugendmitarbeitern unterstützt. Alle Jugendmitarbeiter einer Sektion oder Ortsgruppe bilden wiederum das Jugendteam.

### Organisation der Alpenvereinsjugend in den Sektionen
- Jugendteam, bestehend aus Jugendteamleitern plus zwei Stellvertretern
- Jugendleiter
- Jugendleiteranwärter
- Mitarbeiter im Jugendteam der Sektion/Ortsgruppe

## Aus- und Weiterbildung
Die Alpenvereinsjugend bietet für ehrenamtliche Mitarbeiter und Funktionäre verschiedene Ausbildungsmöglichkeiten. Im Mittelpunkt aller Ausbildungen steht die Verknüpfung von alpintechnischen und pädagogischen Kompetenzen. Darunter fällt Bergsport im Sommer und Winter, kreative Naturerfahrungen und freies Spielen in der Natur, Abenteuer mit Kindern und Familien, inklusive Pädagogik in der Natur, das Ermöglichen von Freiräumen, Verantwortung und der Umgang mit gesundheitlichen Risiken.

## Publikationen
Die Alpenvereinsjugend publiziert verschiedene Magazine und Medien mit Inhalten für die Jugend- und Familienarbeit und aktuellen oder gesellschaftspolitischen Themen.

### 4U Magazin
Das 4U Magazin ist das Magazin für Kinder und Familien im Alpenverein und wird an alle Mitglieder des Österreichischen Alpenvereins von 0-12 Jahren vier Mal jährlich zugestellt.

### DREI D Magazin
Das Magazin „DREI D – Denkraum für die Jugendarbeit“ ist die Fachpublikation für Jugendarbeit im Alpenverein. Es erscheint vier Mal jährlich und wird allen aktiven Jugendfunktionären der Alpenvereinsjugend gratis zugestellt. Ergänzend zum Magazin DREI D erscheinen die „DREI D Specials“ zu verschiedenen Schwerpunktthemen.

### Tage draußen! Film (Kinofilm und Podcast)
2020 hat die Alpenvereinsjugend einen Kinofilm veröffentlicht: Tage draußen!. Der Film handelt von Freiräumen, Zuversicht und gesunden Risiken.
Zum gleichnamigen Film hat die Alpenvereinsjugend 2021 die Tage draußen! Gespräche publiziert. In fünf Folgen werden die Themen des Films noch einmal aufgegriffen, reflektiert und vertieft.

## Aktuelle Themen & Projekte

### Junge Alpinisten
Mit dem Projekt „Junge Alpinisten“ hat die Alpenvereinsjugend ein Ausbildungsprogramm für Nachwuchsbergsteiger und angehende Alpinisten im Alter von 14 bis 22 Jahren geschaffen. Im Fokus steht dabei besonders das Ermöglichen von Eigenverantwortung, die Vermittlung alpintechnischer Kompetenzen und das Lernen auf Augenhöhe.
Das Junge Alpinisten Projekt ist aufgegliedert in die „YOUNGSTERS“ und das „TEAM“.

#### Junge Alpinisten YOUNGSTERS
Diese Ausbildungskurse sind für alle mit Vorkenntnissen frei zugänglich und gliedern sich in folgende Aspekte des Bergsteigens:Junge Alpinisten YOUNGSTERS
- Eisklettern
- Skitouren
- Skihochtouren
- Hochtouren
- Alpinklettern

#### Junge Alpinisten TEAM
Dieses Ausbildungsprogramm der Alpenvereinsjugend startet alle zwei bis drei Jahre und ermöglicht etwa acht bis zehn ausgewählten Nachwuchsalpinisten zwei Jahre lang, gemeinsam mit sehr erfahrenen Mentoren und Top-Alpinisten, am Berg unterwegs zu sein, die eigenen Grenzen zu verschieben und Bergsteigen auf hohem Niveau zu erlernen.
Teilnehmer des Junge Alpinisten TEAM müssen sich über ein öffentlich ausgeschriebenes Bewerbungsverfahren bewerben und können auf diese Weise Teil des Ausbildungsprogramms werden. Die Kosten der Ausbildungsmodule trägt der Österreichische Alpenverein.

#### Junge Alpinisten Förderung
Die Junge Alpinisten Förderung ist ein Zuschuss der Alpenvereinsjugend bzw. des Österreichischen Alpenvereins, um junge Bergsteiger bis 30 Jahren bei ihren selbstständig geplanten alpinen Unternehmungen zu unterstützen. Um die Förderung zu erhalten, müssen Antragsteller einen ausgefüllten Antrag über die geplante Unternehmung beim Landesjugendteam ihres Bundeslandes einreichen.
Gefördert werden laut Alpenvereinsjugend folgende Unternehmungen:
- Alpines Sportklettern
- Alpinklettern
- Skihochtouren
- Hochtouren
- Winterbergsteigen
- Skitouren

### Inklusion
„Jeder Mensch braucht Erlebnis, Spannung und Abenteuer“ unter diesem Leitgedanken setzt sich die Alpenvereinsjugend für eine offene, inklusive Haltung im Alpenverein und darüber hinaus ein. Dabei wird Vielfalt als Chance gesehen und das gemeinsame miteinander und voneinander Lernen steht im Vordergrund.

#### Projekte der Alpenvereinsjugend
- Team insieme 2015-2016 mit 12 Teilnehmenden: Outdoor-Abenteuer in Schweden nach 2 Jahren Vorbereitung
- Team ROL IT / Inklusive Transalp 2018-2019 mit 14 Teilnehmenden: Alpenüberquerung mit Hand- und Mountainbikes nach 1,5 Jahren Vorbereitung
- INKlettern seit 2019, Tour 2021/22 in Planung, ausgezeichnet mit dem Inklusionspreis der Lebenshilfe 2019

#### Positionspapier „Inklusion in der Alpenvereinsjugend“ & Netzwerk Inklusion
- Positionspapier Vielfalt als Chance als Basis der Vereinsarbeit
- Über 50 Netzwerk-Mitglieder, die sich aktiv für Inklusion einsetzen

#### Sommercamps, Schulprogramme und Sektionsangebote
Seit über 20 Jahren gibt es inklusive Sommercamps für Kinder, Jugendliche und Familien. Schulprogramme werden maßgeschneidert gestaltet, gerne auch für Integrationsklassen. Inklusive Sektionsveranstaltungen haben Tradition.

#### Inklusive Ausbildungen
- Seit 2002 zertifizierter Lehrgang Alpinpädagogik mit dem Schwerpunkt Inklusion
- Übungsleiter INKlettern Plus für Para-, Special- und Inklusives Klettern
- Updates: Special Climbing sowie Sportklettern Paraclimbing;
- Publikumsroutenbau Paraclimbing

#### Infrastruktur
- Barrierefreier Jugend- und Familienzeltplatz
- Eingabe von Rollstuhltouren im Tourenportal von Experten
- Hüttenfinder ermöglicht Filtern nach bedingt barrierefreien bzw. barrierefreien Hütten

### Netzwerkgruppe Nachhaltigkeit
Die Alpenvereinsjugend setzt sich als Naturschutzorganisation und größte Jugendorganisation des Landes für Nachhaltigkeit ein und schließt sich damit unter anderem den European Youth Goals an, die von 50.000 jungen Menschen in Europa formuliert wurden und unter anderem ein grünes, nachhaltiges Europa fordern.
Ziel der Netzwerkgruppe Nachhaltigkeit der Alpenvereinsjugend ist es, Umwelt-, Natur und Klimaschutzthemen stärker in der Alpenvereinsjugend, aber auch in den Sektionen und Ortsgruppen und in der Öffentlichkeit zu kommunizieren.